# 東津野城川林道
東津野城川林道（ひがしつのしろかわりんどう）は、高知県高岡郡津野町と檮原町にある林道。西線と東線に分かれている。

## 解説
- 西線と東線に分けて紹介する。

### 西線
- 全線2車線の道。幅も広め。
- 一般的に東線が四国カルストのメインアクセス道と言われているが、西線もアクセスに向いている。
- 途中に百日紅公園、東津野・城川線開通記念公園がある。

### 東線
- 入り口には電光掲示板付ゲートがあるので分かりやすい。
- 全線2車線の道。
- 沿道にはこれと言った展望所は無く、駐車場もあまり無い。
- 一般的にこちら側が四国カルストのメイン道とされている。

## 周辺
- 四国カルスト
- 百日紅公園（西線）
- 東津野・城川線開通記念公園（西線）
- 長沢の滝（東線）
- つつじ公園（東線）